# 레닌그라드 사건
레닌그라드 사건(러시아어: Ленинградское дело)은 1948년 말(또는 1949년 초)부터 전연방 공산당 레닌그라드 지구당에 속한 당 간부 및 관료 약 2천 명이 약 4년에 걸쳐 숙청된 사건이다.

## 개요
1949년 1월 10일 러시아 소비에트 연방 사회주의 공화국 레닌그라드에서 도시 재건을 위한 경제 정책의 일환으로 무역 박람회가 개최되었다. 그러나, 박람회를 여는 과정에서 경제 관련 부패 고발이 이어졌고 전연방 공산당 중앙위원회-통제위원회의 명령으로 해당 사건에 대한 수사가 시작되었다. 통제위원회는 부패 혐의로 다음 9명의 당 간부 및 관료를 기소하였다.
- 알렉세이 쿠즈네초프(Алексей Кузнецов): 전연방 공산당 중앙위원회 정치국 서기국원
- 표트르 푭코프(Пётр Попков): 전연방 공산당 레닌그라드 지구당 제1서기
- 니콜라이 보즈네센스키(Николай Вознесенский): 소비에트 연방 국가계획위원회 의장
- 야코프 카푸스틴(Яков Капустин): 레닌그라드시 인민위원회 제2서기
- 표트르 라주틴(Пётр Лазутин): 레닌그라드시 집행위원회 위원장
- 미하일 로디오노프(Михаил Родионов): 러시아 소비에트 사회주의 연방 공화국 장관회의 주석
- 이오시프 투르코(Иосиф Турко): 전연방 공산당 야로슬라블 지구당 제1서기
- 필리프 미케예프(Филипп Михеев): 전연방 공산당 레닌그라드 지구당 도시위원회 사무국장
- 타이시야 자크르제프스카야(Таисия Закржевская): 전연방 공산당 레닌그라드 지구당 콤소몰 총관리자

통제위원회는 이들이 무역 활성화에 관한 중앙당 지시를 쿠즈네초프의 묵인 아래에 어긴 동시에 허락 없이 산업무역 박람회를 열었으며, 미하일 로디오노프가 조작한 회계 정보를 바탕으로 날조 문서를 작성하여 중앙당에 허위 서면 보고를 했다고 하였다. 1949년 2월 22일에는 레닌그라드 지구당 공동 총회가 열렸으며, 게오르기 말렌코프 주도로 레닌그라드 지구당 당 간부에 대한 조사가 이루어졌다.
말렌코프는 조사 후 결과 보고에서 레닌그라드 지역당의 일부 관료들이 내부적으로 ‘러시아 공산당’이라는 비밀 파벌을 결성하여 반당 행위에 가담하려고 했다고 보고했다. 1949년 7월에는 본격적인 체포 조사가 실시되었다. 1950년 10월 1일에는 반당 행위에 가담했다고 판단되는 핵심 멤버 6명이 모두 총살형에 처해졌다.

## 원인
『흐루쇼프 회고록』에 따르면, 그가 사망한 2개월 후인 1948년 10월부터 전연방 공산당 레닌그라드 지구당의 주요 간부가 스탈린에 의해 대거 숙청되는 사건이 발생했음을 알 수 있다. 니키타 흐루쇼프(Ники́та Хрущёв)는 이를 게오르기 말렌코프(Гео́ргий Маленко́в)가 주도한 음모라고 여겼으며, 그의 주장에 따르면, 소련 국가계획위원회 의장 니콜라이 보즈네센스키, 러시아 소비에트 연방 사회주의 공화국의 장관회의 주석 미하일 로디오노프, 전연방 공산당 정치국 서기국원 알렉세이 쿠즈네초프, 레닌그라드 지구당 제1서기 표트르 폽코프 등이 안드레이 즈다노프(Андре́й Жда́нов) 파벌로 지목당하여 총살당했다고 한다. 그러나 이들이 즈다노프의 파벌에 속했다는 이유로 처형당했다는 주장은 신빙성이 떨어진다. 첫 번째로, 즈다노프 일파가 스탈린에 의해 숙청을 당하였다면, 즈다노프와 관련된 건물명·기관명·기타 지명이 모두 바뀌어야 하고 그가 저술한 논문은 모두 소각 처리가 되어야 하는데, 레닌그라드 사건 이후 1989년까지 소비에트 연방 내에서 즈다노프와 관련된 여러 요소들은 유지된 상태였다. 일설에 의하면, 흐루쇼프의 주장은 음모론에 불과하며 흐루쇼프가 말렌코프를 견제하기 위해 지어낸 것이라는 주장도 있다.
러시아 및 소련 사학자들이 추정하는 레닌그라드 사건의 본질은 크게 세 가지로 나눠지며, 각 학자마다 그 본질에 대한 추정이 다르다.
1. 즈다노프 파벌과 말렌코프 파벌 사이의 권력 투쟁이 사건의 본질이라는 주장이다. 즈다노프는 문화 선전의 신봉자로, 말렌코프의 기술주의 노선에 반대했었고 서로 사이가 험악했었는데, 즈다노프 사후 말렌코프가 자신의 정치적 입지를 다지기 위하여 레닌그라드 사건을 기획했다는 것이다. 이에 관한 주장의 제일 근거는 『흐루쇼프 회고록』이다. 그러나 실제로 숙청된 대부분의 관료가 즈다노프 파벌과 무관하다는 점에서 소수설로 되고 있다.[5]
2. 1928년 전연방 공산당 제14차 당 대회에서 결정된 사안에 대한 것이 사건의 본질이라는 주장이다. 당시 소비에트 연방 내 각 공화국의 독립성 강화에 관한 법안 초안 준비위원회에서 논의된 것과 관련해서 분리주의적 의견을 지지했던 일파가 존재했으며, 해당 논의는 1947년까지 진행되었다. 결과적으로 각 공화국 독립성을 강화하기 위한 일련의 개혁 조치는 시행되지 않았는데, 이 시기 분리주의적 의견을 지지했던 일파를 스탈린이 숙청했다는 주장이다.[6]
3. 레닌그라드 지구당 관료들의 경제적 부패 행위가 사건 발생의 본질이라는 주장이다. 당시 전연방 공산당 중앙위원회의 당 통제위원회 기록 보관 자료에 따르면, 레닌그라드 당 관료들이 레닌그라드 재건 과정에서 회계 조작과 부정 축재를 행했음이 상세히 기록되어있다. 이 사건의 본질에 대하여 레닌그라드 지구당 관료의 부패가 원인이라는 주장은 부패를 강력한 방식으로 엄단하는 이오시프 스탈린의 개인적 업무 특성과 제2차 세계 대전 이후 소비에트 연방 내 다른 지역에서도 레닌그라드 사건과 유사한 부패 관료 숙청이 일어났다는 사실을 통하여 지지된다. 소비에트 연방 내에서 내내 주된 입장으로 되었으며, 현재 소련 연구 러시아 사학자들 사이에서도 다수설로 되고 있다.[7]

도시공학자이자 러시아 및 우크라이나 도시사 전문가인 Blair A. Ruble에 따르면, 당시 숙청 이유는 전후 레닌그라드 재건 과정에서 일어난 대규모 예산 집행 처리 문제 때문이라고 전하고 있다. 물론 그는 동시에 게오르기 말렌코프가 즈다노프 파벌이 많을 것으로 예상되는 레닌그라드 지역의 관료를 제거하여 자신의 정치적 입지를 다지기 위해 이 문제를 최초로 제기했을 것이라고 분석했다.
러시아학 전문가인 O. 클레프뉵(О, Хлевнюк)은 해당 사건을 즈다노프 파벌 제거를 위한 사건이라고 보기 어려우며, 실제 사건 발생일은 1948년 12월부터라고 기술하고 있다. 그는 레닌그라드 도시 재건을 위한 무역 박람회에서 레닌그라드 당 간부들이 예산을 빼돌린 동시에 기타 사기 행각을 벌인 것이 이 사건의 발단이라고 주장하였다. 문제는 이 사건에 연루된 자와 일정한 관계를 갖고 있는 모든 당료들에 대한 재판은 대부분 졸속으로 처리되었기에 무의미한 희생자가 많이 발생하였다고 하였다.

## 결과
1950년 1월 집계로 약 216명이 유죄로 판명되었다. 이 중에서 26명이 총살형에 처해졌고, 69명이 자아비판을 강요당했으며, 나머지는 징역형에 처해졌다. 나머지 중 2명은 재판 과정 중 옥사하였고, 법적으로는 혐의가 입증되지 않았으나, 일련의 ‘정치적 숙청’이라는 의미에서 직장에서 해고를 당하거나 시베리아 유배를 당하였다. 또한 사형 집행이 된 일부 인물에 대한 판결은 1954년에 번복이 되기도 하였다. 니키타 흐루쇼프 집권 후 그에 의해 특별사면조치가 이루어져 석방되었고, 정치적 박해도 중단되었다. 이미 사망한 당원들에 관해서는 당적 회복을 결정하였다. 그러나 이러한 조치는 흐루쇼프가 이들에 대해 ‘무죄’라고 판단하여 실시한 것은 아니다.